# Warnstorfia h-schulzei
Warnstorfia h-schulzei là một loài Rêu trong họ Amblystegiaceae. Loài này được (Limpr.) Loeske miêu tả khoa học đầu tiên năm 1910.